# Municipio de Palestina de los Altos
Municipio de Palestina de los Altos är en kommun i Guatemala.   Den ligger i departementet Departamento de Quetzaltenango, i den västra delen av landet, 130 km väster om huvudstaden Guatemala City.